# Köthen (Anhalt)
Köthen (Anhalt) (posłuchajⓘ) – miasto powiatowe w Niemczech w kraju związkowym Saksonia-Anhalt, siedziba powiatu Anhalt-Bitterfeld. Do 1 stycznia 1998 Köthen (Anh.).

## Położenie
Köthen (Anhalt) leży pomiędzy Magdeburgiem i Halle (Saale), na zachód od Dessau-Roßlau i na wschód od miasta Bernburg (Saale). Na północy miasta rozpoczyna się Rezerwat Biosfery Środkowej Łaby (Biosphärenreservat Mittelelbe).

## Gospodarka
W mieście rozwinął się przemysł maszynowy, metalowy, chemiczny oraz spożywczy.

## Historia
Pierwsze wzmianki o Köthen (Anhalt) datowane są na 1115 rok. Mury miejskie wzniesiono przed 1280. Już pod koniec XII wieku Köthen (Anhalt) miało swój magazyn zbóż i mennicę. W 1339 wspomniano po raz pierwszy Osterköthen (pol. Wschodni Köthen). W roku 1400 rozpoczęła się budowa kościoła św. Jakuba (St. Jakob). Sześć lat później miasto zaatakowane zostało przez arcybiskupa Magdeburga. Jedna z użytych wtedy kul armatnich wmurowana jest dziś w północną część muru otaczającego ten kościół. W 1598 roku w Köthen (Anhalt) panowała zaraza. Rok później runęła wieża kościoła św. Jakuba.
W 1617 roku powstała w mieście grupa literacka Towarzystwo Owocodajne (Fruchtbringende Gesellschaft która wzięła sobie za cel pielęgnację języka niemieckiego. Symbol grupy, palma, jest nawet w herbie byłego powiatu Köthen. W 1618 w Köthen (Anhalt) przebywał pedagog Wolfgang Ratke, który zreformował system szkolny. W 1636 miasto ponownie nawiedziła fala zarazy. 
W latach 1717–1723 w Köthen (Anhalt) przebywał jako kapelmistrz Johann Sebastian Bach. To tam stworzył tak ważne dzieła, jak Koncerty brandenburskie czy części Das Wohltemperierte Klavier.
W 1770 roku po raz pierwszy przeprowadzono w mieście spis ludności – doliczono się 24 702 mieszkańców. Pierwszy bank założono w 1845 roku, założycielem była rodzina B. J. Friedhelm. Pięć lat przedtem wybudowano dworzec na potrzeby linii kolei żelaznej Magdeburg-Lipsk. W 1885 "Köthen" zostało uznane za oficjalną pisownię – przedtem pisano "Cöthen". 
Stadion i basen zbudowano w 1927 roku. W 1942 żyjących w Köthen (Anhalt) Żydów deportowano do obozu koncentracyjnego Theresienstadt. W kwietniu 1945 do miasta wkroczyły amerykańskie wojska. Zastąpiły je w lipcu okupacyjne siły sowieckie. W 1946 doliczono się 47 000 mieszkańców. W wyborach najwięcej głosów otrzymała Socjalistyczna Partia Jedności Niemiec, nie miała jednak większości w radzie miasta. W 1967 po raz pierwszy odbyły się "Dni Bacha w Köthen" ("Köthener Bachfesttage").

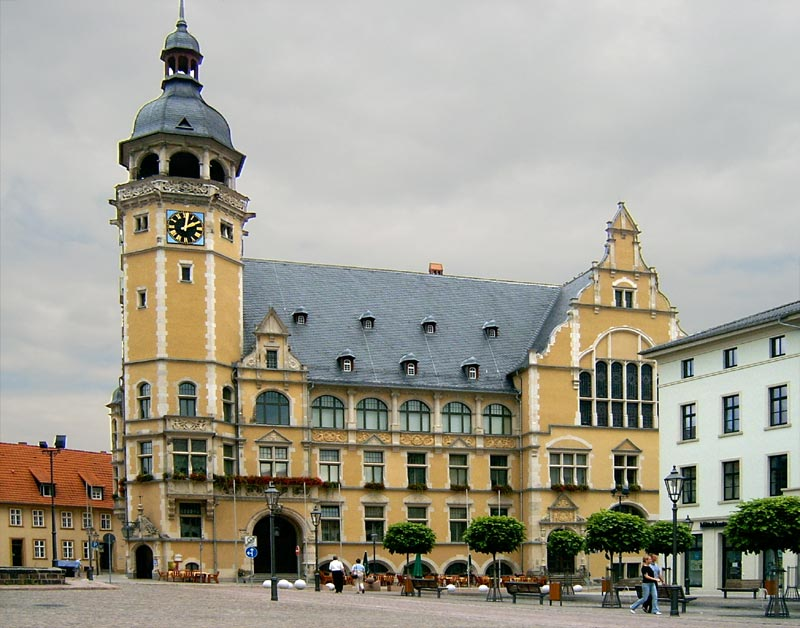
Ratusz

## Polityka

### Rada miasta
Rada składa się z 40 członków i burmistrza.
|  | CDU | SPD | PDS | FDP | bezpartyjni | 90/Zieloni | razem |
|  | 14  | 10  | 10  | 3   | 2           | 1          | 40    |

Stan po wyborach lokalnych 13 czerwca 2004:
- burmistrz: Kurt-Jürgen Zander (SPD)
- przewodniczący rady miasta: dr Werner Sobetzko (CDU)

## Kultura, zabytki i atrakcje

### Muzea
- Muzeum Naumanna (Naumann-Museum), jedyne ornitologiczne muzeum na świecie
- Muzeum Historyczne w zamku Köthen (Historisches Museum) z zamkową kaplicą, salą luster, wystawą apteczną, wieżą ze schodami oraz z pamiątkami po Bachu w Czerwonej i Zielonej Komnacie

### Kościoły

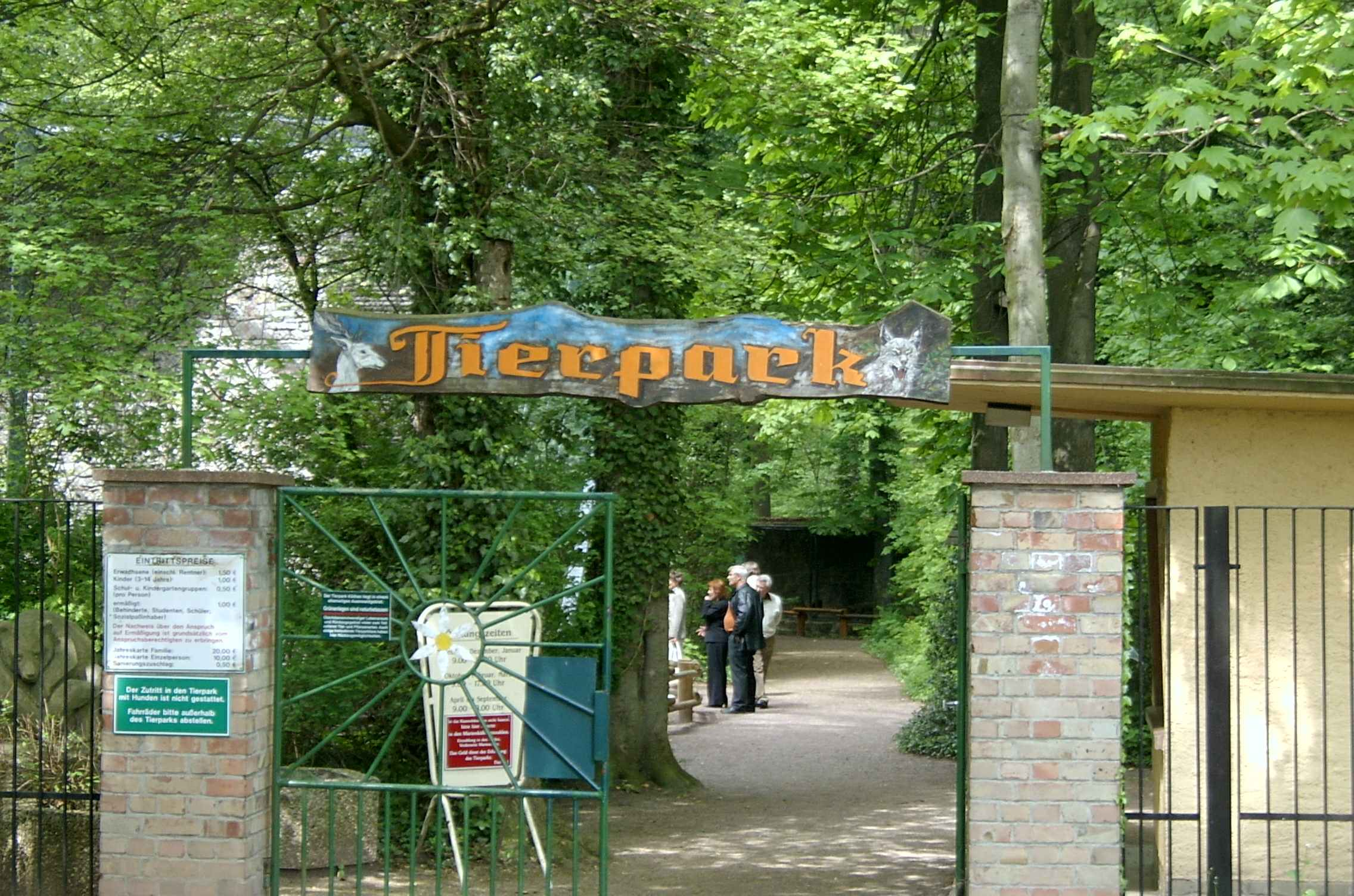
Brama parku zoologicznego

- kościół św. Agnieszki (St. Agnus) (luterański)
- kościół św. Jakuba (St. Jakob)
- kościół św. Marii (St. Maria)
- kościół św. Anny (St. Anna)
- kościół św. Marcina (St. Martin)

W kościele św. Agnieszki i św. Jakuba msze są odprawiane wg połączonego protestanckiego obrzędu.

### Atrakcje
- zamek Köthen
- pomnik J.S. Bacha
- wieża Halle (Hallescher Turm)
- wieża Magdeburg (Magdeburger Turm)
- Apteka pod Lwem (Löwenapotheke)

### Parki
- Park Zoologiczny (Tierpark Köthen)
- bażantarnia
- park pokoju (Friedenspark)
- Ziethebusch
- park Zamkowy

## Edukacja
- szkoła wyższa o technicznym profilu (Hochschule Anhalt)
- centrum szkół zawodowych (Berufliches Schulzentrum)

## Osoby

### urodzone w Köthen (Anhalt)
- Angelika Hartmann (założycielka przedszkola)
- dr Georg Krause (chemik)
- Michael Naumann (dziennikarz)

### związane z miastem
- Johann Sebastian Bach (kompozytor)
- Gottfried Bandhauer (inżynier-budowlaniec)
- Samuel Hahnemann (lekarz)
- Arthur Lutze (lekarz)
- Johann Friedrich Naumann (ornitolog)
- Wolfgang Ratke (pedagog)
- Hermann Wäschke (poeta/aktor)

## Współpraca
Miejscowości partnerskie:
- Langenfeld (Rheinland), Nadrenia Północna-Westfalia
- Lüneburg, Dolna Saksonia
- Siemianowice Śląskie, Polska
- Wattrelos, Francja